# Porioides
Porioides là một chi nhện trong họ Hahniidae.